# Robert Karlsson i Gasabäck
Karl Robert Karlsson (i riksdagen kallad Karlsson i Fjäl till 1909, därefter Karlsson i Gasabäck), född 25 oktober 1869 i Bäckebo församling, Kalmar län, död 27 september 1960 i Hässjö församling, Västernorrlands län, var en svensk arbetare, lantbrukare och riksdagsledamot (liberal).
Robert Karlsson, som kom från en torparfamilj, var glasslipare vid Fjäls glasbruk i Hässjö fram till 1909 och blev därefter lantbrukare i Gasabäck i samma kommun. Redan på 1880-talet engagerade han sig i rösträttsrörelsen, och efter införandet av allmän rösträtt hade han också ett antal kommunala uppdrag i Hässjö.
Karlsson var riksdagsledamot i andra kammaren 1906–1924, 1906–1911 för Njurunda, Indals och Ljustorps tingslags valkrets, 1912–1921 för Medelpads valkrets och 1922–1924 för Västernorrlands läns valkrets. I riksdagen tillhörde han Frisinnade landsföreningens riksdagsgrupp Liberala samlingspartiet, efter den liberala partisplittringen 1923 ersatt av Frisinnade folkpartiet. Han var bland annat ledamot i lagutskottet 1916–1918 och andra lagutskottet 1919–1924 och engagerade sig särskilt i jordbruksfrågor.
Robert Karlssons barnsbarnsbarnsbarn är Robert Thunfors, Regionråd i Region Västernorrland, tidigare ordförande för Timråpartiet.